# Forsane
Forsane is een plaats in de gemeente Vänersborg in het landschap Dalsland en de provincie Västra Götalands län in Zweden. De plaats heeft 121 inwoners (2005) en een oppervlakte van 26 hectare.